# 大口非鲫属
大口非鯽屬，是條鰭魚綱䲁形目麗魚科下的一個屬。

## 分類
本屬屬於褶唇麗魚亞科，目前被認可的種如下：
- 瑪麗大口非鯽 Stomatepia mariae
- 獴大口非鯽 Stomatepia mongo
- 平德大口非鯽 Stomatepia pindu